# Hingelbjerge
Hingelbjerge är kullar i Danmark.   De ligger i Jammerbugts kommun i Region Nordjylland, i den norra delen av landet, 250 km nordväst om Köpenhamn. Hingelbjerge ligger på ön Vendsyssel-Thy.